# Врбања (ријека)
Врбања је ријека у Републици Српској, БиХ. Према подацима Републичког завода за статистику РС ово је највећа ријека која читавом својом дужином тече кроз Републику Српску.
Према неким школским, а на свим интернетским картама, мали дио изворишног тока ријеке Врбање је у Федерацији БиХ. Дуга је према неким изворима 70 km, а према подацима Републичког завода за статистику РС 95,4 km. Извире на падинама Влашића (1933 m)¸ изнад села Пилиповина, рејон Преливоде, на висини од 1.530 метара. Врбања се од извора до ушћа спусти тачно за 1.356 метара надморске висине. Површина слива је 703,6 km². Улијева се у Врбас, као његова десна притока, при насељу Чесма, у Бањој Луци
Прима многе притоке са планина Лисине, Чемернице, Очауша, Борје и Узломца. С десне стране у Врбању се улијевају Бобовица-Крушевица, Сапача поток, Лопача, Трновац, Црквеница, Стопански поток, Маљевска ријека, Крушевица, Језерка, Босанка, Јеловац, Смрдељ, Узломачки поток, Свињара, Црна ријека, Јошавка и Заврдуша (у насељу Врбања), а с лијеве Чуднић, Ковачевића поток, Цреповски поток, Тулешки поток, Ћорковац, Демићка, Садика, Улички, Грабовичка ријека, Дубока, Вигошта-Вигошћа, Цврцка, Јакотина, Марића поток, Бијели поток и Товладићки поток.
Долином Врбање води магистрална цеста М-4: Бања Лука — Котор Варош — Масловаре за Теслић и Добој, од Бање Луке до Челинца и дио жељезничке пруге Бања Лука — Добој, a од Бања Луке до Ободника и магистрални пут M-4 (Бања Лука — Добој), са излазом на асфалтирани одвојак (регионална цеста R-440) за Шипраге и Крушево Брдо.